# Эль-Фао
Эль-Фао, Фао (араб. الفاو‎) — небольшой порт на полуострове Фао, Ирак, около Шатт-эль-Араб и Персидского залива. Входит в мухафазу Басра.

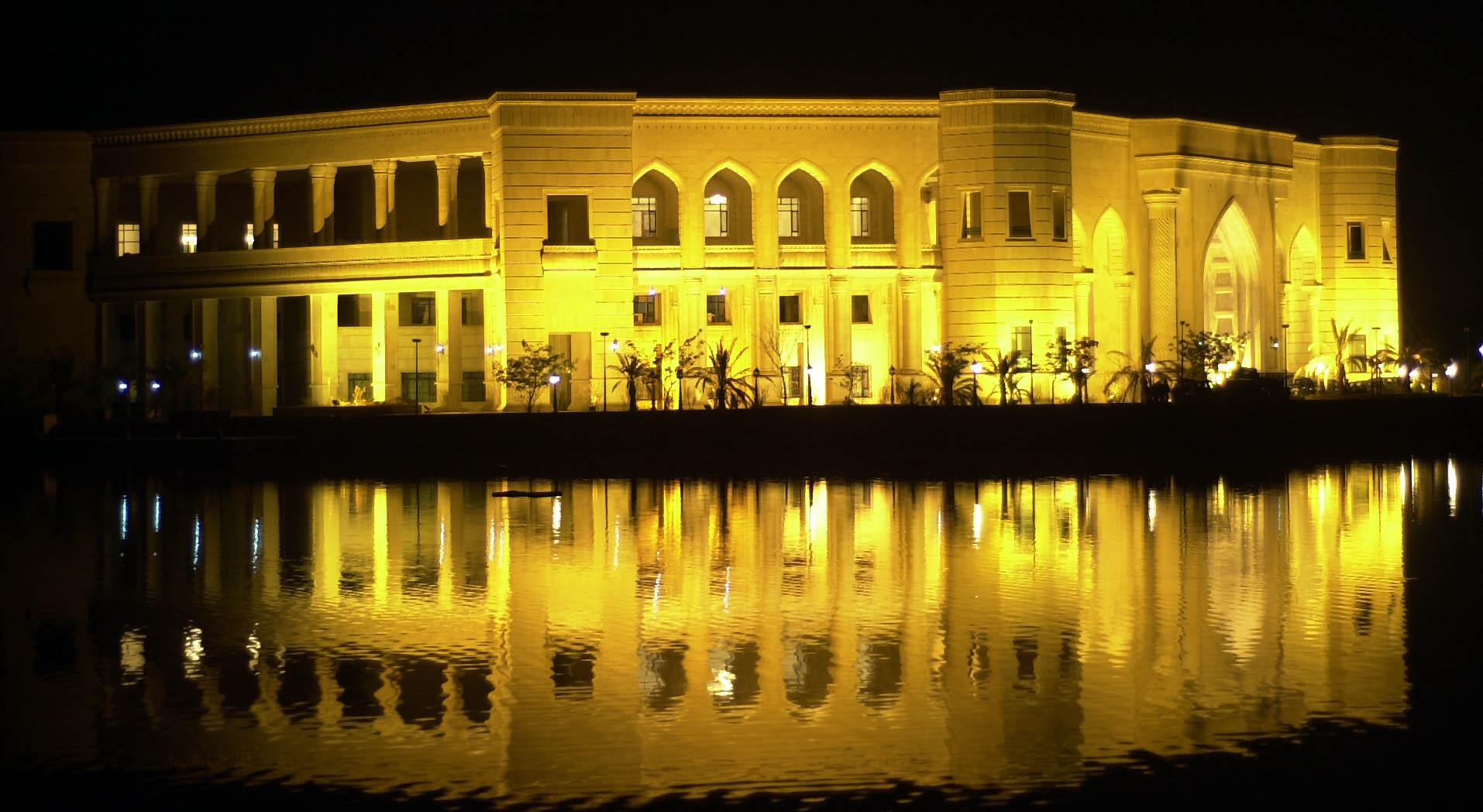
Дворец в Эль-Фао

Город расположен в юго-восточной части полуострова Фао на правом берегу реки Шатт-эль-Араб, всего в нескольких километрах от Персидского залива.
Город, как и весь полуостров, был театром военных действий в ходе Первой мировой войны, Ирано-иракской войны, войны в Персидском заливе, Иракской войны из-за своего стратегического положения у устья Шатт-эль-Араб. 